# 玉野市
玉野市（日语：／ Tamano shi */?）是位於岡山縣南端、瀨戶内海沿岸的城市。為一港灣都市，也是過去從海路前往四國的交通要道。
在18世紀，由於當時的備前國和位於四國的讚岐國為了爭取瀨戶內海上的魚場海域，先後在井島（又稱石島）和大槌島上設立了兩國的邊界，因此也形成了現在玉野市在這兩個島上與香川縣直島町和高松市分別擁有在陸地上接鄰的邊界狀況。

## 地理
- 山：金甲山、貝殻山、十禪寺山
- 河川：加茂川
- 湖沼：兒島湖
- 海：瀨戶內海（備讚瀨戶）

## 歷史

### 年表
- 1889年6月1日：實施町村制，現在的轄區在當時分屬：兒島郡山田村、日比村、玉野村、玉井村、田井村、秀天村、鉾立村、胸上村、下加茂村、上加茂。
- 1898年1月1日：玉井村改名為八濱村。
- 1901年2月6日：八濱村改制為八濱町。
- 1903年4月1日：
  - 下加茂村、上加茂村和秀天村（迫間地區、槌原地區）合併為莊內村。
  - 秀天村的其他地區（大崎地區）被併入八濱町。
- 1906年4月1日：
  - 日比村、玉野村（玉地區）合併為日比町。
  - 玉野村的其餘地區（宇野地區）和田井村的部分地區合併為宇野村。
  - 田井村的其餘地區被併入八濱町。
- 1919年1月1日：宇野村改制為宇野町。
- 1940年8月3日：宇野町和日比町合併為玉野市。[1]
- 1953年7月1日：山田村被併入玉野市。
- 1954年3月1日：鉾立村和胸上村合併為東兒町。
- 1954年4月1日：莊內村被併入玉野市。
- 1954年11月1日：玉野市的白尾地區被併入琴浦町。
- 1955年2月1日：八濱町被併入玉野市。
- 1974年3月20日：東兒町被併入玉野市。

### 變遷表
| 1889年6月1日            | 1889年 - 1926年     | 1889年 - 1926年           | 1889年 - 1926年           | 1926年 - 1954年           | 1955年 - 1989年          | 1989年 - 現在 | 現在   |
| ----------------------- | ------------------- | ------------------------- | ------------------------- | ------------------------- | ------------------------ | ------------- | ------ |
| 山田村                  | 山田村              | 山田村                    | 山田村                    | 1953年7月1日 併入玉野市   | 玉野市                   | 玉野市        | 玉野市 |
| 日比村                  | 日比村              | 1906年4月1日 合併為日比町 | 1906年4月1日 合併為日比町 | 1940年8月3日 玉野市       | 玉野市                   | 玉野市        | 玉野市 |
| 玉野村                  |                     | 1906年4月1日 合併為日比町 | 1906年4月1日 合併為日比町 | 1940年8月3日 玉野市       | 玉野市                   | 玉野市        | 玉野市 |
| 1906年4月1日 宇野村     | 1919年1月1日 宇野町 |                           |                           | 1940年8月3日 玉野市       | 玉野市                   | 玉野市        | 玉野市 |
| 1906年4月1日 宇野村     | 1919年1月1日 宇野町 | 田井村                    |                           | 1940年8月3日 玉野市       | 玉野市                   | 玉野市        | 玉野市 |
| 1906年4月1日 併入八濱町 | 八濱町              | 八濱町                    | 1955年2月1日 併入玉野市   |                           |                          | 玉野市        | 玉野市 |
| 玉井村                  | 八濱町              | 八濱町                    | 1955年2月1日 併入玉野市   | 1898年1月1日 改名為八濱村 | 1901年2月6日 八濱町      | 玉野市        | 玉野市 |
| 秀天村                  | 秀天村              | 八濱町                    | 1955年2月1日 併入玉野市   | 1903年4月1日 併入八濱町   |                          | 玉野市        | 玉野市 |
| 秀天村                  | 秀天村              | 1903年4月1日 莊內村       | 1903年4月1日 莊內村       | 1954年4月1日 併入玉野市   | 1954年4月1日 併入玉野市  | 玉野市        | 玉野市 |
| 下加茂村                |                     | 1903年4月1日 莊內村       | 1903年4月1日 莊內村       | 1954年4月1日 併入玉野市   | 1954年4月1日 併入玉野市  | 玉野市        | 玉野市 |
| 上加茂村                |                     | 1903年4月1日 莊內村       | 1903年4月1日 莊內村       | 1954年4月1日 併入玉野市   | 1954年4月1日 併入玉野市  | 玉野市        | 玉野市 |
| 鉾立村                  | 鉾立村              | 鉾立村                    | 鉾立村                    | 1954年3月1日 東兒町       | 1974年3月20日 併入玉野市 | 玉野市        | 玉野市 |
| 胸上村                  |                     |                           |                           | 1954年3月1日 東兒町       | 1974年3月20日 併入玉野市 | 玉野市        | 玉野市 |

## 經濟

### 本地產業
- 造船業 : 三井造船玉野造船所
- 礦業 : 三井金属礦業日比製煉所

#### 魚港
- 胸上漁港
- 八濱漁港（淡水）

## 交通

### 鐵路
- 西日本旅客鐵道
  - 宇野線：（←岡山市） - 常山站 - 八濱站 - 備前田井站 - 宇野站

過去曾有玉野市營電氣鐵道，但已於1972年停止營運。

### 航路
- 宇高國道渡輪：宇野港 - 高松港
- 四國渡輪：宇野港 - 高松港
- 小豆島渡輪：宇野港 - 豊島 - 土庄港（小豆島）
- 四國汽船：宇野港 - 直島
- 津國汽船：宇野港 - 直島

## 觀光資源

### 祭典、活動
- 玉野港慶典（每年5月下旬）
- 玉野祭（每年7月下旬～8月上旬）

## 教育
高等學校
- 岡山縣立玉野高等學校
- 岡山縣立玉野光南高等學校
- 玉野市立玉野商業高等學校
- 玉野市立玉野備南高等學校

## 姊妹、友好都市

### 日本
- 岡谷市（長野縣）：於1980年10月1日締結為姊妹都市[2]
- 中央區（東京都）[3]

### 海外
- 統營市（韓國慶尚南道）
於1981年8月3日締結為姊妹都市[4]
- 九江市（中華人民共和國江西省）
於1996年10月1日締結為友好都市[5]
- 格洛斯特（美國麻薩諸塞州艾塞克斯縣）
於2004年7月23日締結為姊妹都市[6]

## 本地出身之名人
- 大島渚：電影導演
- 杉浦太陽：演員

## 外部連結
- （简体中文） 玉野市官方網頁
- （日語） 玉野市觀光協會（页面存档备份，存于）
- （日語） 玉野商工會議所（页面存档备份，存于）
- （日語） 玉野產業振興公會（页面存档备份，存于）